# にのしま (掃海艇・2代)
にのしま（ローマ字：JDS Ninoshima, MSC-650、YAS-100）は、海上自衛隊の掃海艇。はつしま型掃海艇の2番艇。艇名は似島に由来する。旧海軍測天型敷設特務艇「似島」、うじしま型掃海艇「にのしま」に次いで日本の艦艇としては3代目。

## 艦歴
「にのしま」は、昭和52年度計画掃海艇350号艇として、日立造船神奈川工場で1978年5月8日に起工され、1979年8月7日に進水、1979年12月19日に就役し、第1掃海隊群に編入され呉に配備された。
1980年1月29日、第1掃海隊群隷下に第11掃海隊が新編され、同日付で就役した「みやじま」とともに編入された。
1988年3月23日、第11掃海隊が佐世保地方隊下関基地隊に編入。
1995年12月から三菱重工業下関工場で「みやじま」とともに種別変更工事として掃海発電機、掃海電線巻揚機の撤去と水中処分隊用甲板室の設置工事を行う。
1996年3月1日、特務船に種別変更され、船籍番号がYAS-100に変更。佐世保地方隊隷下の佐世保水中処分隊に編入。
2002年5月23日、除籍。